# Liste der Monuments historiques in Courdimanche-sur-Essonne
Die Liste der Monuments historiques in Courdimanche-sur-Essonne führt die Monuments historiques in der französischen Gemeinde Courdimanche-sur-Essonne auf.

## Liste der Bauwerke
| Bezeichnung                  | Beschreibung                       | Standort | Kennzeichnung | Schutzstatus | Datum | Bild           |
| ---------------------------- | ---------------------------------- | -------- | ------------- | ------------ | ----- | -------------- |
| Château de Bellesbat         | Schloss, erbaut im 16. Jahrhundert | (Lage)   | PA00087874    | Inscrit      | 1948  | weitere Bilder |
| Kirche St-Gervais-St-Protais | Erbaut im 12. Jahrhundert          | (Lage)   | PA00087875    | Inscrit      | 1925  | weitere Bilder |

## Liste der Objekte
- Monuments historiques (Objekte) in Courdimanche-sur-Essonne in der Base Palissy des französischen Kultusministeriums